# Voltlage
Voltlage is een gemeente in de Duitse deelstaat Nedersaksen. De gemeente maakt deel uit van de Samtgemeinde Neuenkirchen in het Landkreis Osnabrück. Voltlage telt 1.779 inwoners.

## Plaatsen in de gemeente Voltlage

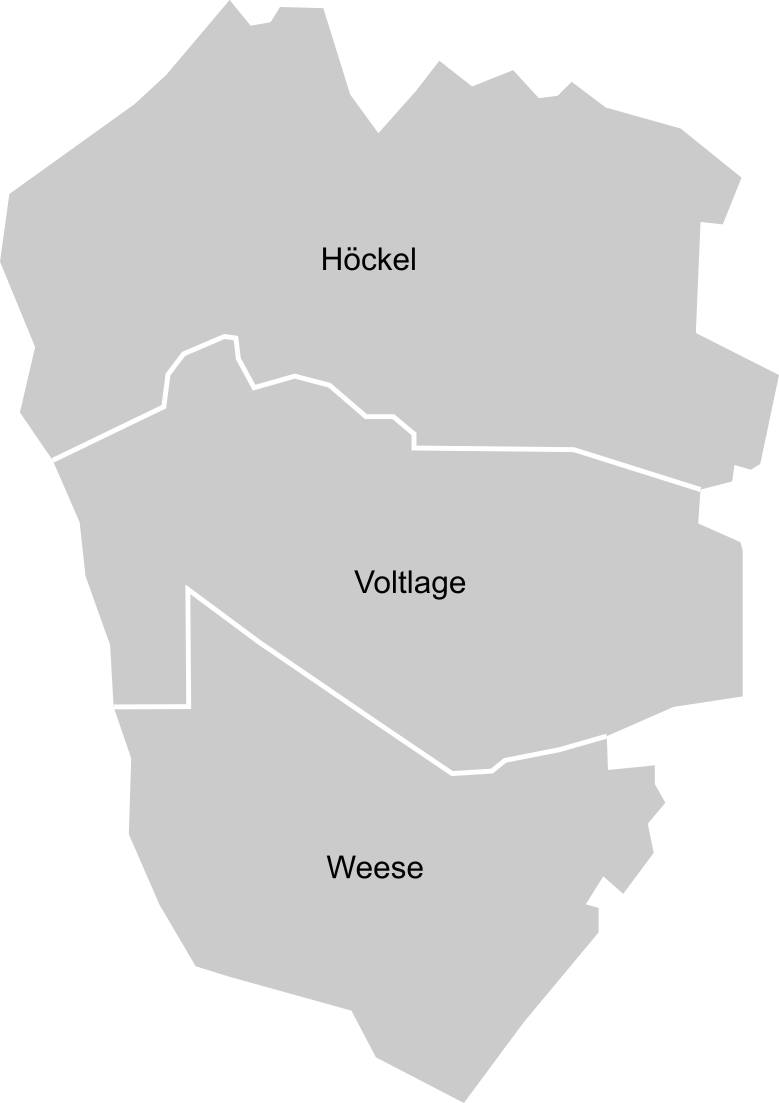
De drie Ortsteile van Voltlage

- Höckel
- Voltlage
- Weese

## Ligging, infrastructuur, economie
Het Ortsteil Weese in de gemeente ligt op de grens met de deelstaat Noordrijn-Westfalen. Te Weese staat een kleine fabriek van schoonmaakmachines. Verder zijn de dorpen in de gemeente nog sterk agrarisch van karakter. 

## Bezienswaardigheden
De rooms-katholieke Sint-Catharinakerk te Voltlage dateert van het midden van de 18e eeuw. Het zeer bezienswaardige, barokke interieur is ten dele uit een ouder kerkgebouw, dat hier gestaan heeft, afkomstig. Hiertoe behoort o.a. een kerkorgel dat ten dele uit 1696 dateert , en een rijk gedecoreerd altaarstuk (1692-1705).
In een oude vakwerkboerderij te Höckel is een bescheiden, beperkt geopend streekmuseum gevestigd.

## Afbeeldingen

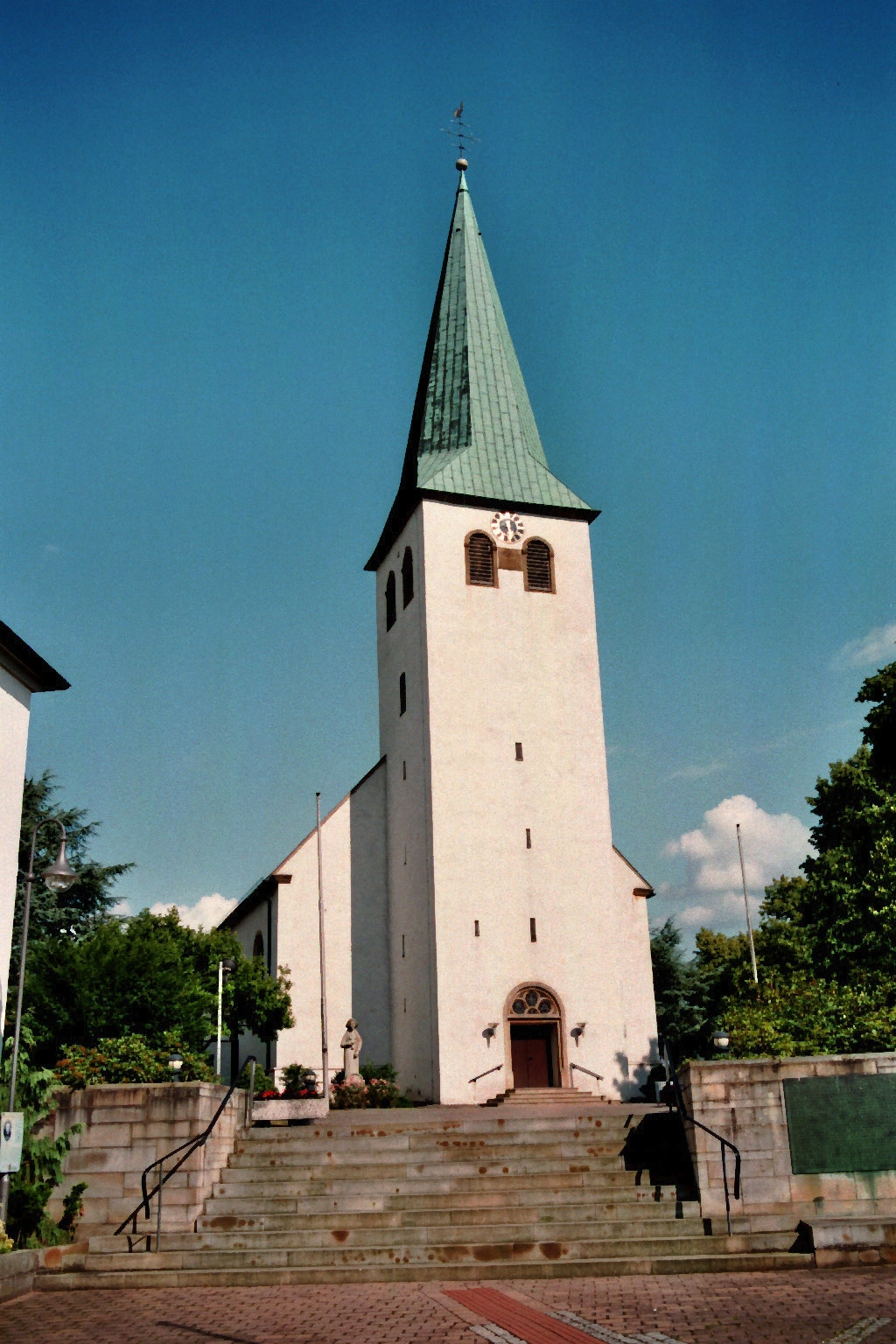
R.K. Sint-Catharinakerk, Voltlage
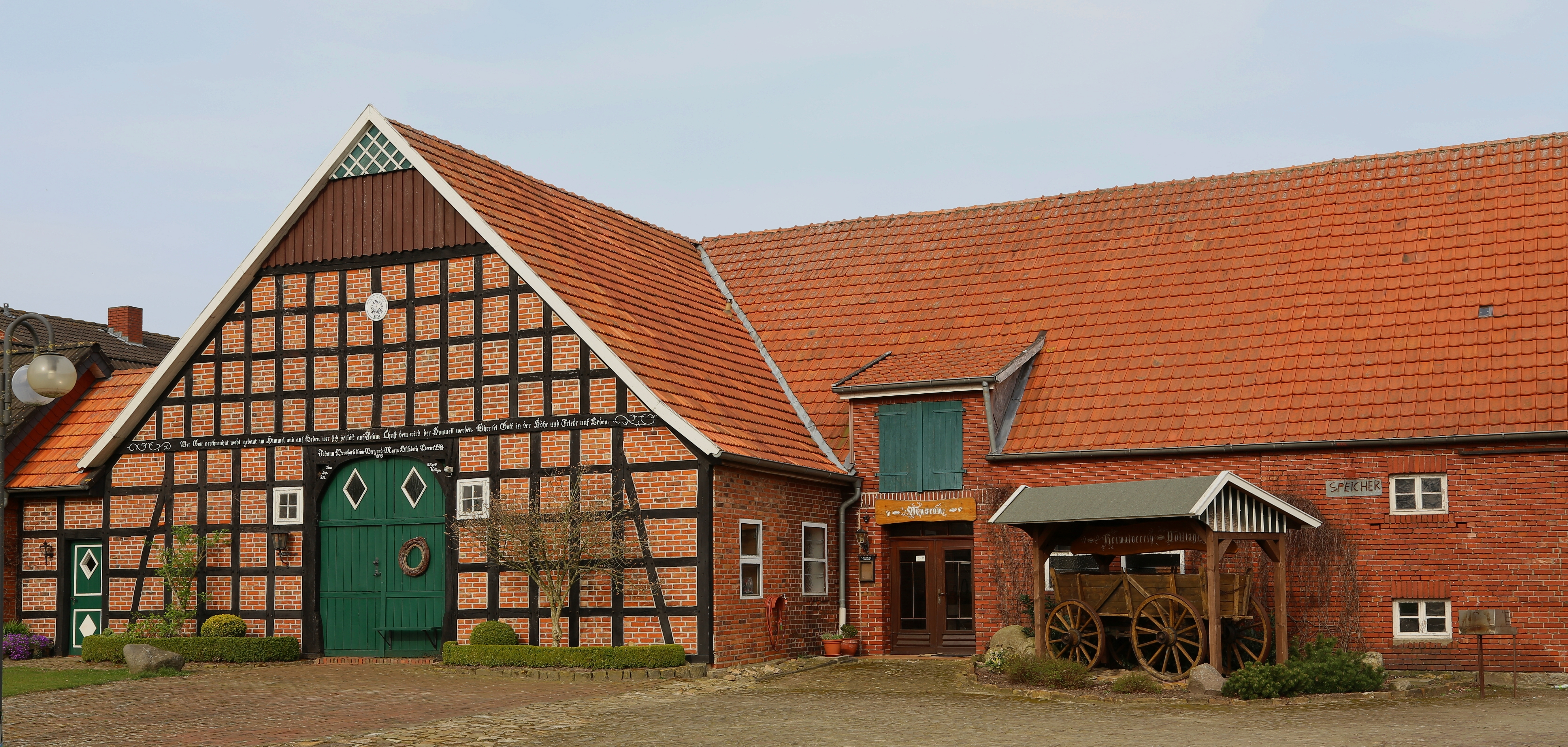
Dorpsmuseum, Höckel

- Gemeinsame Normdatei: 5525410-X
- Library of Congress Control Number: n85189455
- Nationale Bibliotheek van Israël: 987007557627105171
- Virtual International Authority File: 123222972

Alfhausen · 
Ankum · 
Bad Essen · 
Bad Iburg · 
Bad Laer · 
Bad Rothenfelde · 
Badbergen · 
Belm · 
Berge · 
Bersenbrück · 
Bippen · 
Bissendorf · 
Bohmte · 
Bramsche · 
Dissen am Teutoburger Wald · 
Eggermühlen · 
Fürstenau · 
Gehrde · 
Georgsmarienhütte · 
Glandorf · 
Hagen am Teutoburger Wald · 
Hasbergen · 
Hilter am Teutoburger Wald · 
Kettenkamp · 
Melle · 
Menslage · 
Merzen · 
Neuenkirchen · 
Nortrup · 
Ostercappeln · 
Quakenbrück · 
Rieste · 
Voltlage · 
Wallenhorst